# Sojuz TMA-12M
Sojuz TMA-12M (ryska: Союз ТMA-12M) var en flygning i det ryska rymdprogrammet. Flygningen transporterade Aleksandr Skvortsov, Oleg Artemjev och Steven Swanson till och från Internationella rymdstationen ISS.
Farkosten sköts upp från Kosmodromen i Bajkonur, 25 mars 2014, med en Sojuz-FG-raket. Farkosten dockade med rymdstationen den 27 mars 2014.
Den 10 september 2014 lämnade man ISS. Några timmar senare återinträdde den i jordens atmosfär och landade i Kazakstan.
I och med att farkosten lämnade rymdstationen var Expedition 40 avslutad.